# João Carvalho (Fußballspieler)
João António Antunes Carvalho (* 9. März 1997 in Castanheira de Pera) ist ein portugiesischer Fußballspieler, der beim griechischen Erstligisten Olympiakos Piräus unter Vertrag steht. Der ehemalige portugiesische Juniorennationalspieler kann im Offensiven Mittelfeld sowohl in der Zentrale, als auch auf dem Flügel eingesetzt werden.

## Vereinskarriere

### Benfica Lissabon
João Carvalho wechselte 2005, als Achtjähriger, in die Jugendabteilung Benfica Lissabons. Am 11. Januar 2015 debütierte er für Benfica B in der Segunda Liga, als er beim 3:2-Heimsieg gegen Porto B eingewechselt wurde.
Am 8. Januar wechselte Carvalho leihweise für ein halbes Jahr zu Vitória Setúbal. Bei Vitória feierte er sein Debüt in der höchsten Spielklasse Portugals, der Primeira Liga. Er wurde am 5. Februar, als er, bei der Auswärtsniederlage gegen den FC Arouca, für João Amaral eingewechselt wurde. Am 19. März erzielte er sein erstes Tor für Setúbal, beim 1:1-Unentschieden gegen den FC Porto.
Nach seiner Rückkehr zu SL Benfica debütierte er am 14. Oktober 2017 für die erste Mannschaft Benficas, als er, beim 1:0-Auswärtssieg über den SC Olhanense im portugiesischen Pokal, eingewechselt wurde.

### Nottingham Forest
Am 14. Juni wechselte João Carvalho, zusammen mit seinem Teamkollegen Diogo Gonçalves, zum Championship-Klub Nottingham Forest. Dort unterschrieb João Carvalho einen Fünfjahresvertrag. Die Mannschaft aus den Midlands in England bezahlte für den offensiven Mittelfeldspieler eine vereinsinterne Rekordablösesumme in Höhe von 15 Millionen Euro. Sein Debüt absolvierte er am 4. August 2018 beim 1:1-Unentschieden gegen Bristol City. Sein erstes Tor erzielte er am 19. September beim 2:1-Heimsieg gegen Sheffield Wednesday. Am Ende der Saison hatte er in 38 Ligaspielen vier Tore erzielt und acht weitere vorbereitet.
Unter dem neuen Cheftrainer Sabri Lamouchi schaffte es Carvalho in der nächsten Saison 2019/20 nicht zu überzeugen, woraufhin dieser vermehrt auf den neugekauften Landsmann Tiago Silva vertraute. In der Hinrunde kam er dennoch regelmäßig zum Einsatz, dies änderte sich jedoch in der Rückrunde, in der er kaum noch berücksichtigt wurde. Insgesamt bestritt er nur 23 Ligaspiele, in denen er ein Tor und eine Vorlage beisteuern konnte. Am 29. September 2020 wechselte Carvalho für die gesamte Saison 2020/21 auf Leihbasis zum spanischen Zweitligisten UD Almería, der sich eine Kaufoption sicherte.

### Olympiakos Piräus
Ende Januar 2022 gab der griechische Rekordmeister Olympiakos Piräus die Verpflichtung von Carvalho bekannt. Im August desselben Jahres wurde er bis zum Ende der Saison 2022/23 in seine portugiesische Heimat an den GD Estoril Praia verliehen.